# 有明银鱼
有明银鱼（学名：Salanx ariakensis）为輻鰭魚綱胡瓜魚目银鱼科银鱼属的鱼类。

## 分布
本魚分布于西太平洋區，包括朝鲜、日本以及东海、黄海、渤海沿岸及北戴河、清河、长江等河口等海域，属于近海小型上层鱼类。该物种的模式产地在日本有明海。

## 特徵
本魚體細長，前部略呈圓柱狀，後部側扁，頭部平扁而吻部尖長，呈三角形。口裂寬大，上、下顎有尖錐狀犬齒。通常身體裸露無鱗，或僅局部有不規則而易脫落之薄圓鱗。雄魚臀鰭基部有一行較大的圓鱗，由前往後漸小，呈疊瓦狀排列。背鰭遠在腹鰭以後，或和臀鰭相對稱，脂鰭極小，體色為色半透明，背鰭軟條12至14枚；臀鰭軟條26至31枚，體長可達14.7公分。

## 生態
本魚棲息在沿海港灣及河口半鹹水地區，可進入淡水域，屬肉食性，以小魚、甲殼類及浮游動物等為食。

## 經濟利用
為食用魚。

## 扩展阅读
維基物種上的相關：有明银鱼